# James Johnston (remero)
James Johnston (26 de agosto de 1994) es un deportista británico que compitió en remo. Ganó una medalla de bronce en el Campeonato Mundial de Remo de 2018 y una medalla de plata en el Campeonato Europeo de Remo de 2018.

## Palmarés internacional
| Campeonato Mundial | Campeonato Mundial    | Campeonato Mundial | Campeonato Mundial |
| Año                | Lugar                 | Medalla            | Prueba             |
| ------------------ | --------------------- | ------------------ | ------------------ |
| 2018               | Plovdiv (Bulgaria)    | Medalla de bronce  | Cuatro sin timonel |
| Campeonato Europeo |                       |                    |                    |
| Año                | Lugar                 | Medalla            | Prueba             |
| 2018               | Glasgow (Reino Unido) | Medalla de plata   | Cuatro sin timonel |